# Área metropolitana de Gdansk
El Área metropolitana de Gdansk es una zona urbana de Polonia

## Ubicación
Se encuentra en la zona norte de Polonia, en torno a la ciudad de Gdansk. 

## Población
Es la tercera área metropolitana más grande del país, por detrás del área metropolitana de Silesia y del área metropolitana de Varsovia. Agrupa a una población de alrededor de 1,15 millones de personas.